# 十線六線魚

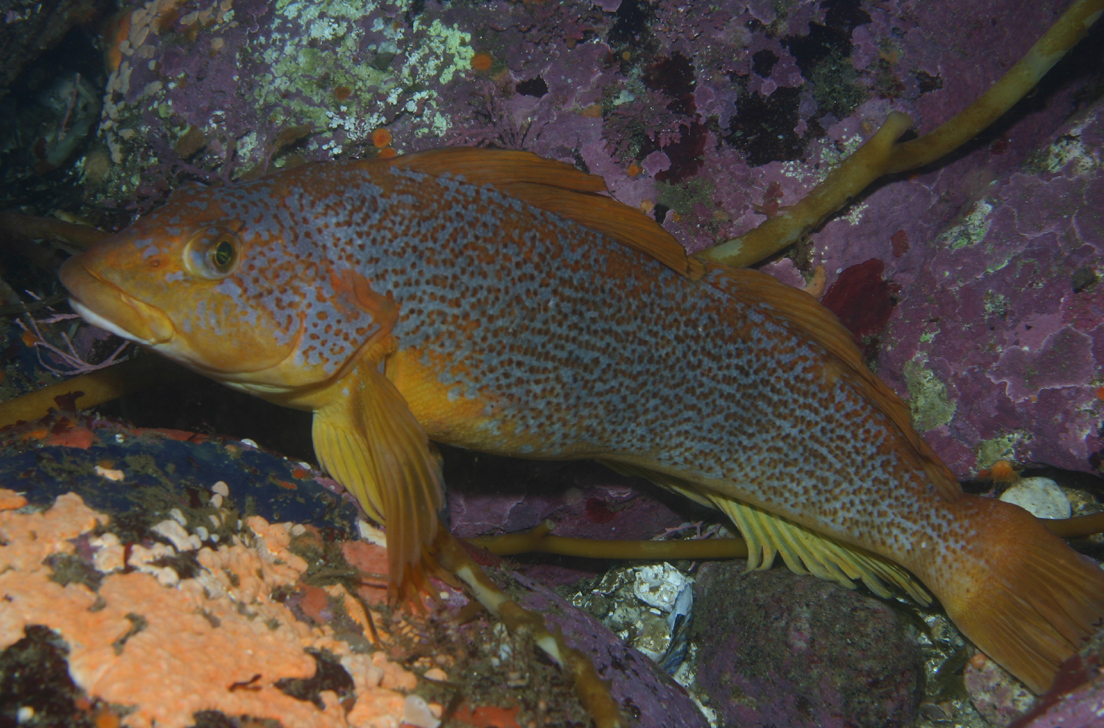
Hexagrammos decagrammus (female)

十線六線魚為輻鰭魚綱鮋形目六線魚亞目六線魚科的其中一種，為溫帶海水魚，分布於東太平洋阿留申群島至美國加州南部海域，棲息深度可達46公尺，體長可達61公分，為底棲性魚類，棲息在沿岸海草生長的岩石或沙底層水域，以甲殼類、多毛類、軟體動物等為食，生活習性不明，可做為食用魚、觀賞魚及遊釣魚。